# Micropodabrus eburneus
Micropodabrus eburneus là một loài bọ cánh cứng trong họ Cantharidae. Loài này được Bourgeois miêu tả khoa học năm 1902.